# بازی (فیلم ۱۹۹۷)
بازی (به انگلیسی: The Game) فیلمی در ژانر تریلر روانشناسانه و ماجراجویانه به کارگردانی دیوید فینچر و محصول ۱۹۹۷ از کمپانی پولیگرام فیلمد انترتینمنت است. این فیلم داستان یک بانکدار را می‌گوید که در چهل و هشتمین سالگرد تولدش هدیه‌ای شگفت‌انگیز دریافت می‌کند که بازی عجیبی است که با زندگی واقعی‌اش عجین می‌شود و هر چه تشخیص رخدادهای واقعی با زندگی واقعی مشکلتر می‌شود بیشتر رنگ یک توطئه را به خود می‌گیرد.

## داستان
نیکلاس ون اُرتون، بانکدار موفق و ثروتمند در سان‌فرانسیسکو، مردی سرد و مغرور است که به‌خاطر مرگ پدرش، که در چهل‌و‌هشتمین سالگرد تولدش خودکشی کرد، احساس تنهایی و ناامیدی دارد. او نیز که اکنون به سن ۴۸ سالگی رسیده، با نگرانی به آینده نگاه می‌کند.
در روز تولدش، ناگهان برادر دورافتاده‌اش، کُنراد، سر می‌رسد و هدیه‌ای عجیب به او می‌دهد: کوپنی برای شرکت در یک «بازی» از طرف شرکتی به نام «خدمات تفریحی مصرف‌کنندگان» (CRS). نیکلاس که ابتدا شک دارد، برای ثبت‌نام به دفتر CRS می‌رود، اما آزمایش‌های طولانی روانی و جسمانی او را کلافه می‌کند و در نهایت از پذیرش بازمی‌ماند.
یک شب که به خانه بازمی‌گردد، عروسکی چوبی به شکل دلقک را در پارکینگ می‌بیند و آن را به داخل می‌برد. در حال تماشای شبکه مالی، مجری برنامه ناگهان از طریق صفحه تلویزیون با او حرف می‌زند و می‌گوید که یک دوربین کوچک در سر دلقک قرار دارد و شماره تماس اضطراری ۲۴ ساعته CRS را به او می‌دهد، اما هشدار می‌دهد که «هدف بازی فهمیدن موضوع آن است» و نباید مستقیم سوال کند. اتفاقات عجیبی رخ می‌دهد که ابتدا فکر می‌کند فقط شوخی‌های پیچیده‌ای هستند، اما وقتی شغل، شهرت و امنیتش به خطر می‌افتد، باور می‌کند ماجرا جدی است. در این میان با پیشخدمتی به نام کریستین آشنا می‌شود که همراهش درگیر ماجرا می‌شود.
کُنراد به نیکلاس سر می‌زند و عذرخواهی می‌کند، می‌گوید که CRS به او حمله کرده، اما درگیری‌شان بالا می‌گیرد و کُنراد فرار می‌کند. نیکلاس در تاکسی‌ای می‌نشیند که راننده پس از قفل کردن درها فرار می‌کند و خودرو به داخل خلیج سان‌فرانسیسکو سقوط می‌کند. نیکلاس موفق می‌شود خود را نجات دهد و به پلیس خبر می‌دهد، اما دفتر CRS خالی است.
نیکلاس به خانه کریستین می‌رود و درمی‌یابد که او کارمند CRS است. وقتی متوجه می‌شوند تحت نظر هستند، نیکلاس دوربین را خراب می‌کند، اما نیروهای مسلح CRS به خانه هجوم می‌آورند. کریستین می‌گوید آن‌ها حساب‌های بانکی‌اش را با حدس رمزهای عبور از روی تست‌های روان‌شناختی خالی کرده‌اند، اما وکیل می‌گوید پول هنوز سر جایش است. نیکلاس سرگیجه می‌گیرد و متوجه می‌شود کریستین او را مسموم کرده است؛ او اعتراف می‌کند بخشی از کلاهبرداری است و می‌گوید اشتباه مرگباری کرده که کد کارت بانکی‌اش را داده.
نیکلاس در قبرستانی در مکزیک زنده به گور شده بود و پس از فروش ساعت مادرش به سان‌فرانسیسکو بازمی‌گردد، اما می‌بیند عمارتش توقیف شده و بیشتر دارایی‌اش رفته است. خبر می‌گیرد که کُنراد پس از حمله عصبی در بیمارستان روانی بستری شده است. نیکلاس اسلحه‌ای پنهان پیدا می‌کند و به دنبال کمک به همسر سابقش می‌رود. متوجه می‌شود جیم فینگولد، کسی که تست‌ها را گرفته، بازیگر تبلیغات تلویزیونی است. نیکلاس او را مجبور می‌کند محل اصلی CRS را پیدا کند و با گرفتن گروگان کریستین به آنجا می‌رود.
در پشت‌بام، کریستین می‌گوید همه‌چیز بازی است؛ پول‌هایش دست‌نخورده‌اند و خانواده‌اش منتظر او هستند، اما نیکلاس باور نمی‌کند و وقتی اولین نفر از پله‌ها پایین می‌آید، که کُنراد است، او را می‌زند. ناامید، نیکلاس خودکشی می‌کند اما روی یک تشک بادی بزرگ در سالن مراسم می‌افتد. بازیگران و کُنراد تولد او را تبریک می‌گویند و مشخص می‌شود همه ماجرا توسط کُنراد برای جشن تولد طراحی شده بود.
بعد از جشن، کریستین که اسم واقعی‌اش کلر است، دعوت نیکلاس برای قرار عاشقانه را رد می‌کند چون شغل جدیدی در استرالیا دارد. اما پیشنهاد می‌دهد قبل از رفتن در فرودگاه قهوه‌ای با هم بنوشند. نیکلاس نیمه مشتاق و نیمه محتاط به این پیشنهاد نگاه می‌کند و داستان به پایان می‌رسد.